# Fernando Durand
Fernando Javier Durand Mejía (Junín, 1 de noviembre de 1954) es un médico y político peruano. Fue alcalde del distrito de San Luis en 2 periodos. 

## Biografía
Nació en el La Oroya, ubicado en el Departamento de Junín, el 1 de noviembre de 1954. Hijo del Ing. Lucio Durand Mattich, quien fue regidor del Distrito de San Luis en el año 1985; y de Blanca Mejía Saldaña, quien fue destacada voleibolista trujillana.
Hizo sus primeros estudios en el colegio "Stella Matutina" en Lince (1958 a 1962), su primaria en el colegio "William Prescott" de Lima (1963 y 1965), y los secundarios en la Gran Unidad Escolar Melitón Carvajal en Lince (1966 a 1970). Aquí toma contacto con un estudiante de la Juventud Aprista, quien le alcanza libros de Víctor Raúl Haya de la Torre como Antiimperialismo y el Apra y 30 años de aprismo.  
Estudió la carrera de Medicina Humana en la Facultad de San Fernando de la Universidad Nacional Mayor de San Marcos, donde dirigió por 6 años el Frente Estudiantil Revolucionario de la facultad - (FER) antiimperialista y antifascista-. Siendo reconocido como un dirigente comprometido y activo, por lo que el FER de San Marcos lo elige como su  personero general, a las elecciones de la Federación Universitaria de San Marcos - FUSM -.
Ya como médico en los años 1982 a 1990, integra Círculos de Trabajo Socialista, con los médicos Rafael Deústua (luego decano del Colegio Médico), Julio Vargas(luego presidente de la Federación Médica) y Francisco Bravo (destacado Psiquiatra del Valdizán), en pos de la reorientación clasista del gremio médico y su reconstitución. Adicional a su vida social y política, continúa con su pasión de compilador e investigador de lo histórico, sociológico; y también lo extraño, paranormal e insólito, forjando una sólida formación intelectual y espiritual, lo que le significó haber asumido la función de sacerdote gnóstico durante casi 2 años (1998-1999), sin arriar sus ideas de izquierda.

## Labor política

### Alcalde de San Luis
En febrero del año 2002, inició su participación política pública fundando el Movimiento Independiente de Renovación y Liderazgo "San Luis Renace". Durand decide postular a la alcaldía del distrito de San Luis en las elecciones municipales del 2002 y resultó elegido para el periodo municipal 2003-2006.
En las elecciones municipales del 2006, Duran se integra al partido Solidaridad Nacional y postula a la reelección por la alianza Unidad Nacional siendo reelecto para un segundo periodo 2007-2010.
Entre sus obras como alcalde destaca:
- Tema de Educación-Cultura (Recibiendo del Ministerio de Educación, el Chasqui de Oro en 2 oportunidades, propiciando Desfiles, Pasacalles, Competencias, Conciertos, Eventos circenses y Eventos artísticos internacionales en el local de la VIDENA). Desarrollo de Lectura en parques, Biblioteca móvil. 
- Tema de Discapacidad (Elegido como representante nacional de las Oficinas Municipales (OMAPED) ante FUNDADES, liderando durante 2 años su trabajo; a la OMAPED de San Luis se le entregó Local propio y Unidad Móvil especial para traslados de personas con discapacidad). Alcalde que fue reconocido por la ONU y organizaciones de México como Embajador Cultural, Educador de la juventud y Formador de nuevas generaciones en el año 2006.
- Tema de Solidaridad: Se entregó local para Casa Refugio de madres maltratadas; y se apoyo durante los 8 años con medicinas, frazadas y logística a los damnificados por terremoto de Ica y desastres naturales de nuestra sierra). Intercambio de solidaridad internacional con 6 Jóvenes estudiantes, que vinieron de México-Nayarit a conocer y apoyar al distrito. 
- Tema de Salud (Se otorgó un premio Nacional a San Luis como Municipio Saludable y el Alcalde Durand fue elegido como representante de la AMPE (Asociación de Municipalidades del Perú) ante el CONSEJO NACIONAL DE SALUD, durante 3 años).  Se realizaron Ferias de salud cada mes durante 8 años consecutivos.
- Tema Deporte (Se promovió todo tipo de actividad deportiva sin exclusiones, se construyó el Polideportivo de San Luis y su cerco perimétrico, que cuenta con Piscina Semiolímpica y piscina de Niños, 2 Canchas de Frontón, Losas de Fulbito con Gras Artificial, Zona de Skate y juegos recreativos; duchas y Servicios completos). Se recuperó y remodeló el Estadio con tribunas, zona de cafetería, zoológico y losa deportiva para fulbito. 
- Tema de Seguridad Ciudadana: Se creó el Servicio especializado de Serenazgo por primera vez en San Luis, con equipos, unidades móviles y personal idóneo y entrenado, se instalaron las 10 primeras cámaras de Video-vigilancia del distrito en cruces estratégicos coordinado con los Comisarios, se mejoró la Iluminación preventiva de los parques y plazas, así como ilumino con faroles ornamentales todas las 20 cuadras de la Av. San Juan y las 20 cuadras de la Av. Rosa Toro, construyó los Módulos de Seguridad de material noble en lugares estratégicos, y el control del acceso a las Urbanizaciones con rejas y control de puertas, así como el Programa VECINO ALERTA de Patrullaje Civil nocturno de Vecinos y Trabajadores Municipales con los Chalecos Rojos de 9 p. m. a 2 a. m..
- Tema Ornato: Se realizaron -con poco presupuesto- cientos de Obras de mejoramiento de Parques, Veredas, Avenidas y Urbanizaciones, señalización de calles y avenidas e instalación de iconos de ingreso al distrito; y se cumplió escrupulosamente con las obras del presupuesto participativo según el Primer Plan Integral de Desarrollo del distrito (2004-2014). Ni un día se dejó de brindar el Servicio de Recojo de Basura y se instauró la Limpieza Nocturna, se fue escrupuloso con el Riego de parques y jardines (se adquirió una cisterna), se formalizaron los grifos públicos para riego. Se sinceró los beneficiarios del vaso de leche. 
- Tema Empresarial: Se promovió y diversifico el Comercio en Avenidas principales; se apoyó al Empresariado Formal; se capacitó y se dio facilidades al desarrollo de Negocios familiares autosuficientes. Se apoyo el comercio ambulatorio reubicándolos luego de reconocerlos; se formalizó a los recicladores, emolienteros, mototaxistas y apuntadores de ruta. A los pequeños empresarios se les promovió en Ferias y actividades al aire libre, así como Festivales gastronómicos. Se dictaron cursos empresariales de forma sostenida en nuestro auditorio.
Durante su segundo período municipal ejerció el cargo de vicepresidente de la Federación de Municipios Libres del Perú - FEMULP (2008-2010) con Juan Sotomayor y la asesoría del maestro  Willian Moreno.  
En las elecciones municipales del 2010 se presenta nuevamente a la 2.ª reelección por el Partido Popular Cristiano, sin embargo, no obtuvo éxito.
Mantiene un Blog con cientos de miles de seguidores en lo político y cultural denominado http://imagenesytextosselectos.blogspot.com/, donde realiza trabajo de compilación de temas fundamentalmente insólitos y poco ortodoxos. Actualmente, además de la investigación, escribe ensayos libres y sigue ejerciendo como médico en Essalud, y de forma privada en su Clínica de la Av. San Luis 938, a la espera de nuevos retos en su vida personal. Siempre atento a los acontecimientos políticos y al quehacer distrital y nacional. Desde el año 2010 no ha postulado a cargo alguno, optando por un repliegue estratégico y un repensar personal. Sigue manteniendo una línea política de izquierda socialista, no formando parte de aparato alguno.
Fernando Durand cuenta con 29 denuncias por distintos delitos, entre los que predomina el "abuso de autoridad", cometidos en contra de un conjunto de vecinos, extrabajadores de la comuna y ciudadanos.